# هيلين فيليبس (مغنية)
هيلين فيليبس (بالإنجليزية: Helen Phillips)‏ هي مغنية ومغنية أوبرا أمريكية، ولدت في عقد 1910، وتوفيت في 27 يوليو 2005 بسبب نوبة قلبية.

## وصلات خارجية
- هيلين فيليبس على موقع قاعدة بيانات برودواي على الإنترنت (الإنجليزية)